# Leptoconops dixi
Leptoconops dixi är en tvåvingeart som beskrevs av Meillon 1936. Leptoconops dixi ingår i släktet Leptoconops och familjen svidknott.
Artens utbredningsområde är Namibia. Inga underarter finns listade i Catalogue of Life.